# Collie Buddz
Collie Buddz, egentligen Colin Harper, född 21 augusti 1981, är en reggae- och dancehall-artist från Bermuda, som är mest känd för sin singel Come Around. Han föddes i New Orleans, men flyttade som femåring till sitt föräldrahem i Bermuda. Han var med på Shaggys album Intoxication i låten Mad Mad World. 2008 släpptes hans låt SOS på WWE The Music, Vol. 8 som entré-temat för brottaren Kofi Kingston. Han medverkade också i en remix av Kid Cudis singel Day 'n' Nite. Namnet kommer från slang för cannabis.

## Diskografi

### Album
- Collie Buddz (album) - 2007
- The Last Toke (album) - 2010

### Mixtape
- 420 Mixtape
- On The Rock - 2009

### Singlar
- 2006: "Come Around"
- 2007: "Blind to you"
- 2007: "Mamacita"
- 2007: "Tomorrow's Another Day"
- 2007: "SOS
- 2007: "Wild out
- 2008: "Mary Jane"
- 2008: "Hustle"'
- 2008: "Private Show"
- 2009: "Herb Tree"
- 2009: "Eyez (Official single)"
- 2009: "Now She Gone"
- 2009: "Fly away"